# Chiesa e convento di Santa Mustiola
La chiesa e il convento di Santa Mustiola, detti anche della Rosa, sono un complesso religioso di Siena situato in piazzetta Silvio Gigli, al principio di via Mattioli. Nell'ex-convento ha sede l'Accademia dei Fisiocritici con il suo museo di storia naturale e nella chiesa, sconsacrata, ha sede una biblioteca universitaria.

## Storia
Si ha notizia dell'ex chiesa di Santa Mustiola a partire dal 1181, quando viene ricevuta in donazione dai camaldolesi provenienti da un convento fuori le mura della città. La chiesa era intitolata a Santa Cristina. Nello stesso periodo vengono iniziati i lavori per la costruzione del convento e il secolo successivo il monastero viene intitolato a Santa Mustiola, martire cristiana del III secolo.
La chiesa viene ampliata e ristrutturata nel corso del Quattrocento. Nel 1554, con la città senese assediata dalle truppe di Carlo V, il vicino monastero camaldolese della Rosa, posto fuori dalle mura, ripara presso quello di Santa Mustiola, che assunse quindi il titolo Santa Maria della Rosa.
La chiesa fu restaurata nel Settecento in stile barocco assumendo l'aspetto attuale. Mentre il convento fu soppresso nel 1810 dalle truppe francesi di Napoleone e ceduta all'Accademia dei Fisiocritici, la chiesa fu affidata alla Diocesi e sconsacrata solo nel 1980. Inizialmente adibita ad auditorium ed a sala congressi, da pochi anni è la biblioteca centrale della Facoltà di scienze matematiche, fisiche e naturali dell'Università degli Studi di Siena.

## Descrizione

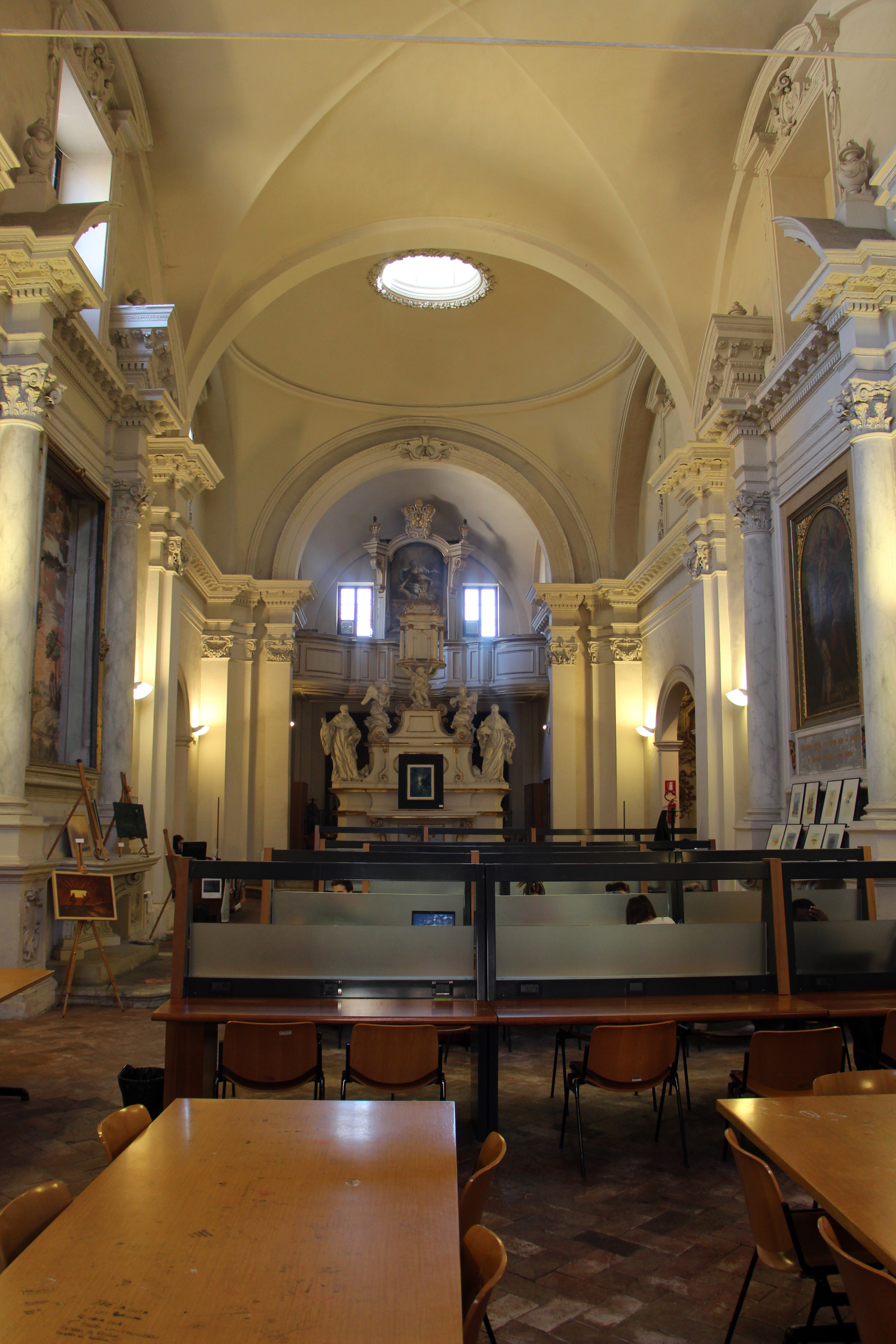
L'interno

### Esterno
L'ex chiesa di Santa Mustiola si affaccia sulla piazzetta Silvio Gigli, nei pressi del Prato Sant'Agostino, all'interno del territorio della contrada della Tartuca.
All'esterno, la chiesa appare priva di decorazioni. La facciata a capanna, intonacata nel Settecento, presenta ancora il finestrone rettangolare rinascimentale e il portale tardocinquecentesco, con frontone circolare sorretto da due colonne tuscaniche; l'insieme della decorazione del portale è in mattoncini rossi, ad eccezione delle cornici, dei capitelli e delle basi delle colonne, in marmo bianco.
Lungo il fianco di sinistra, si può vedere ciò che rimane della chiesa quattrocentesca, il campanile a vela, poggiante su un arco a tutto sesto, con una trifora ogivale ove, un tempo, si trovavano le campane.

### Interno
All'interno, la chiesa presenta una pianta a croce latina. La navata è suddivisa in tre campate coperte con volta a tutto sesto da paraste corinzie sporgenti dalle pareti. Lungo la navata, si trovano quattro altari laterali, due per lato. Sull'ultima campata della navata, si aprono le due cappelle laterali formanti il transetto, con una ricca decorazione pittorica sulle pareti e sul soffitto, a crociera nella cappella di sinistra, piano in quella di destra. Sull'altare del transetto di destra, entro l'ancona, vi è il bassorilievo marmoreo Estasi di san Francesco di Paola.
Nell'abside, si trova l'altare maggiore, del 1718, opera dello scultore Bartolomeo Mazzuoli e di Bartolomeo e Pietro Cremoni; dietro di esso, la cantoria lignea, sopra la quale si trova l'organo a canne che presenta, sulla parte anteriore, la copia del dipinto di Pietro Sacchi San Romualdo.

## Galleria d'immagini

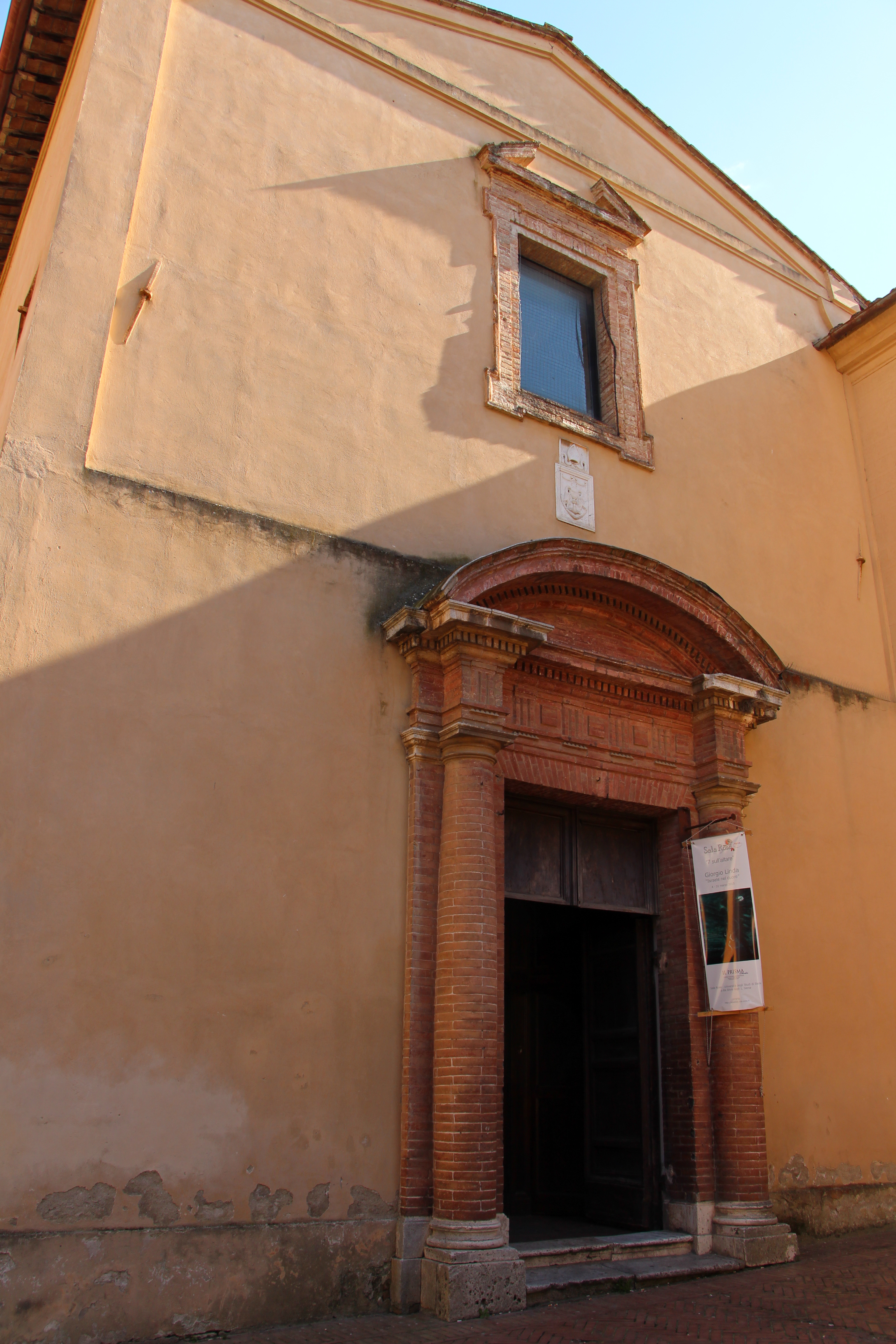
La facciata
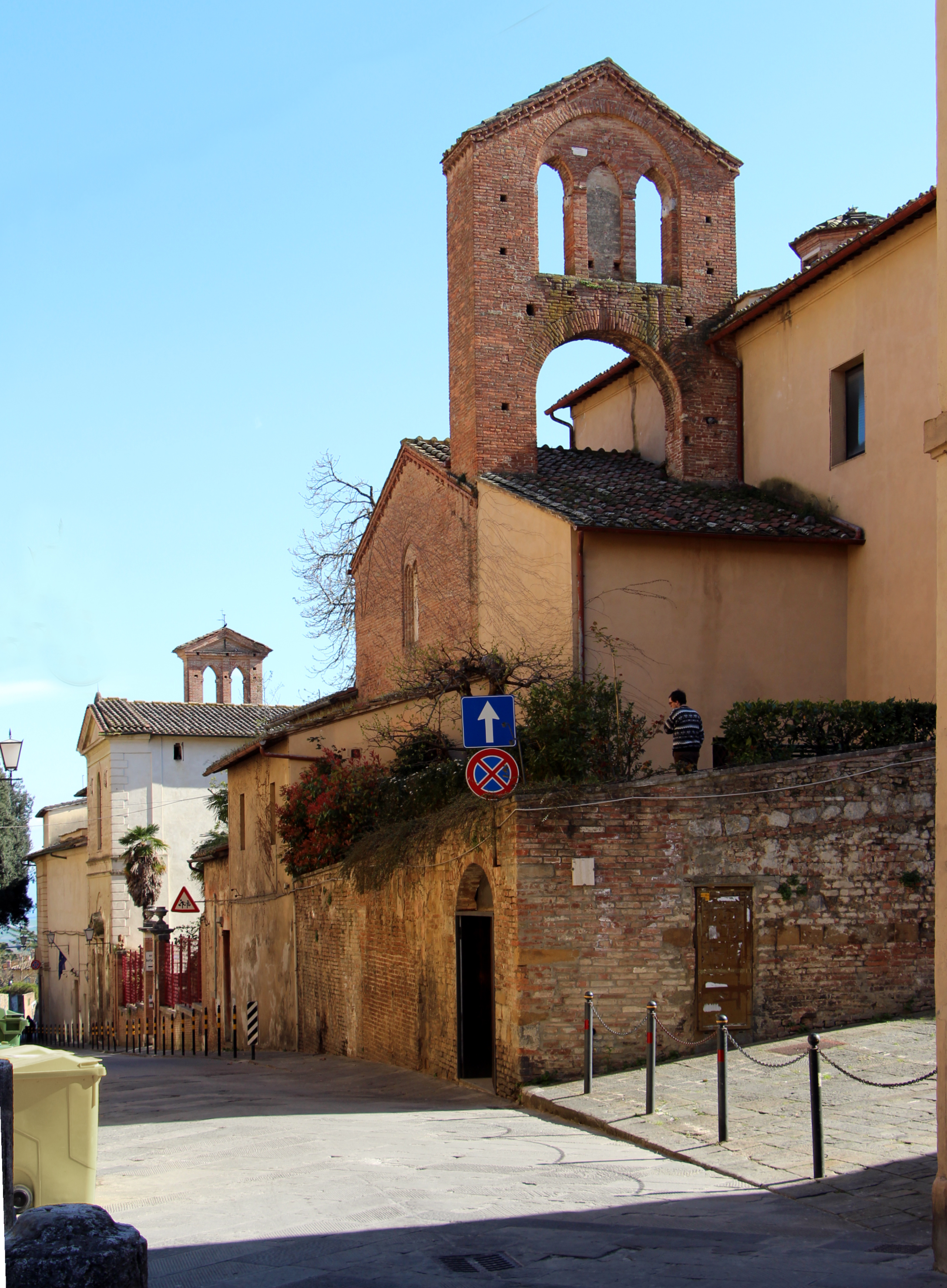
Il campanile
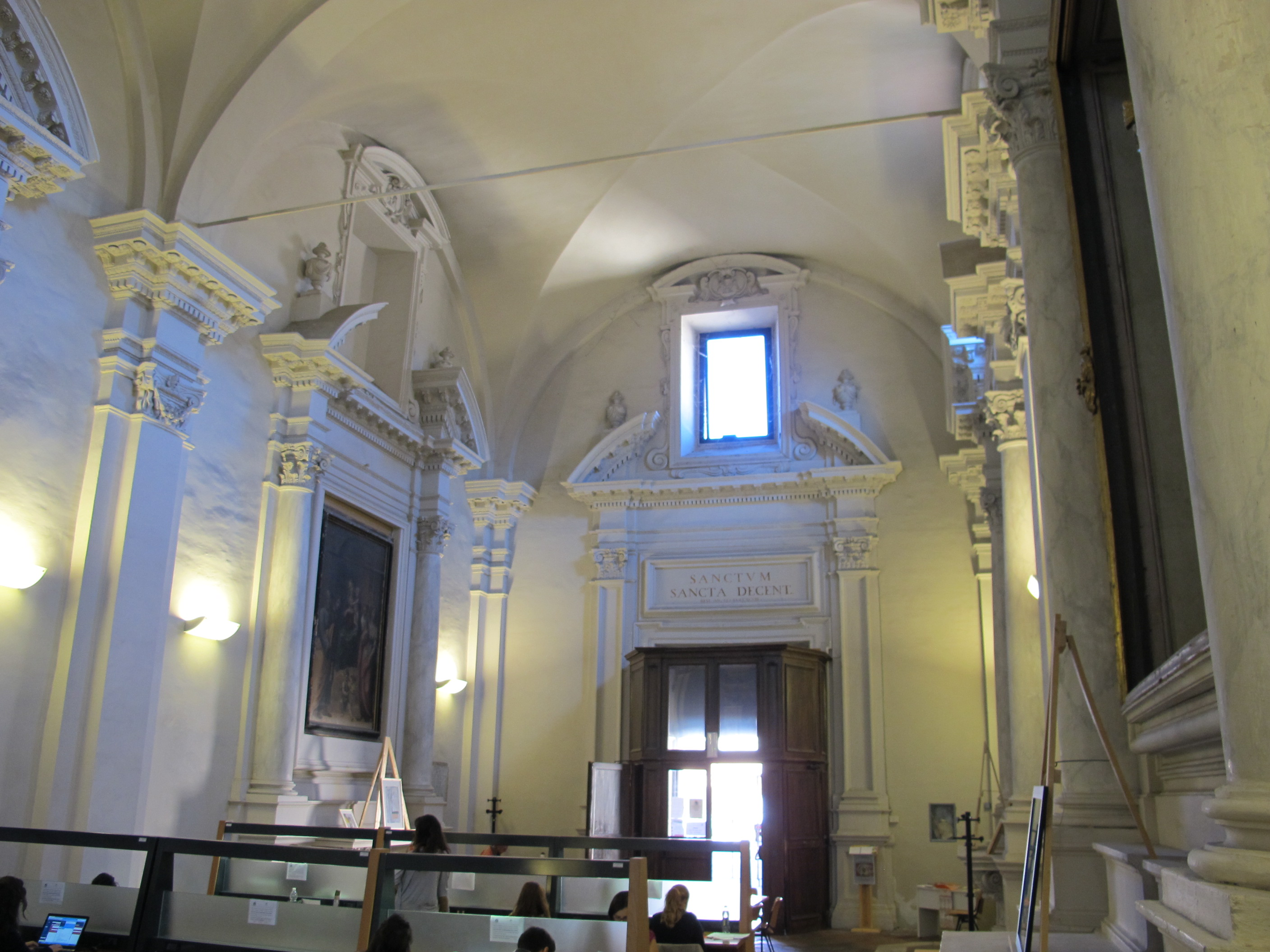
Interno verso la controfacciata
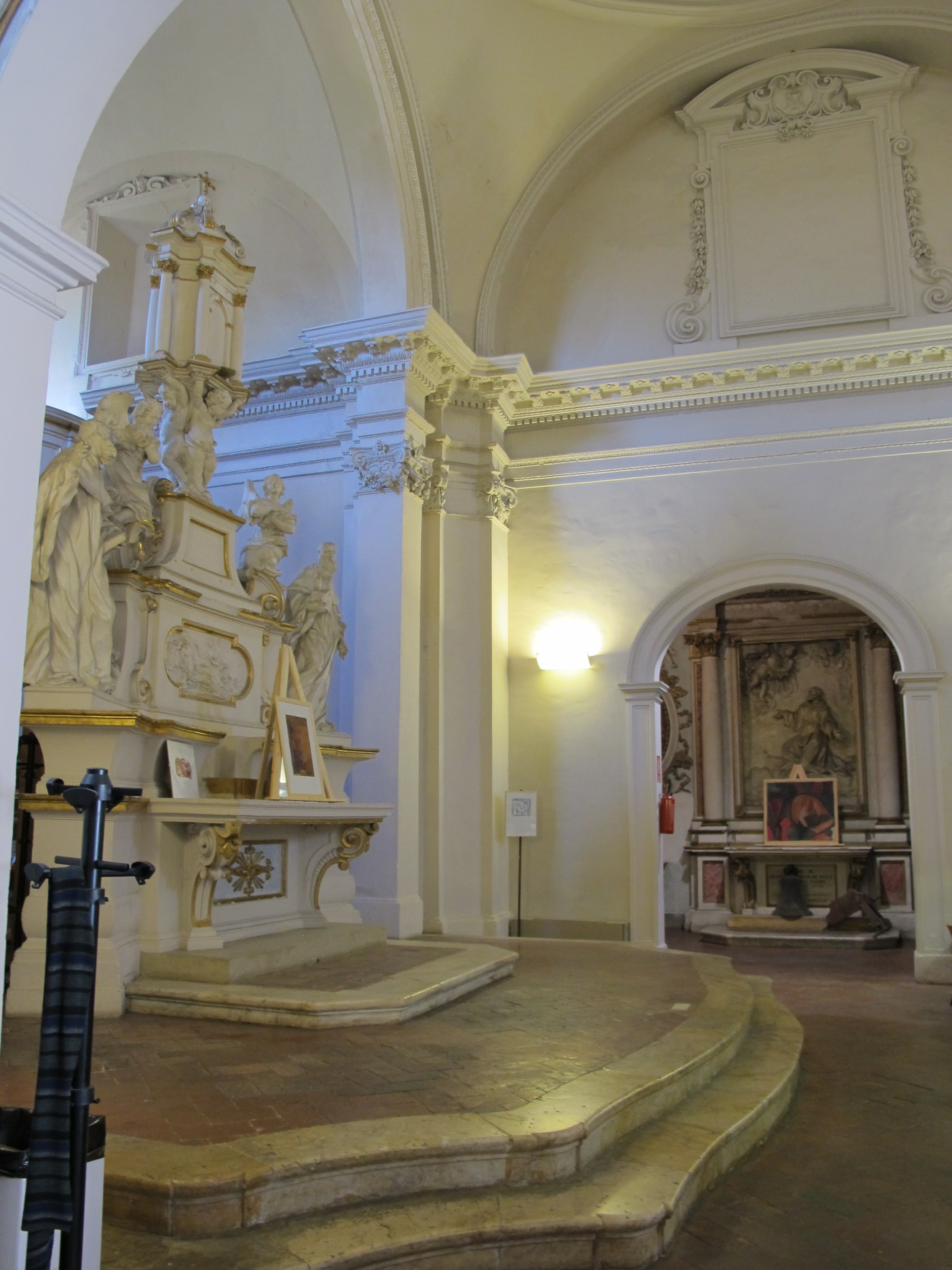
L'altare maggiore
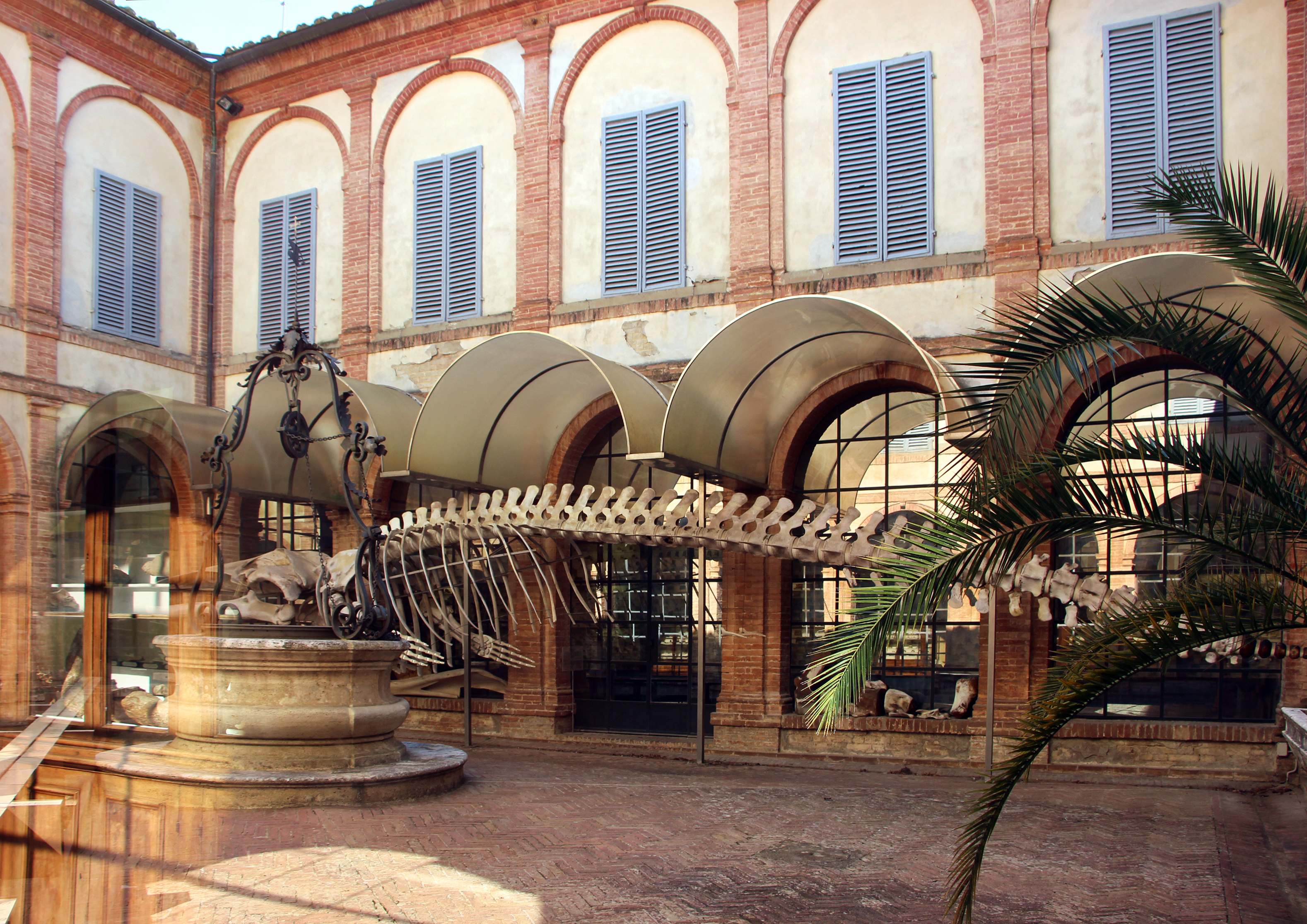
Il chiostro
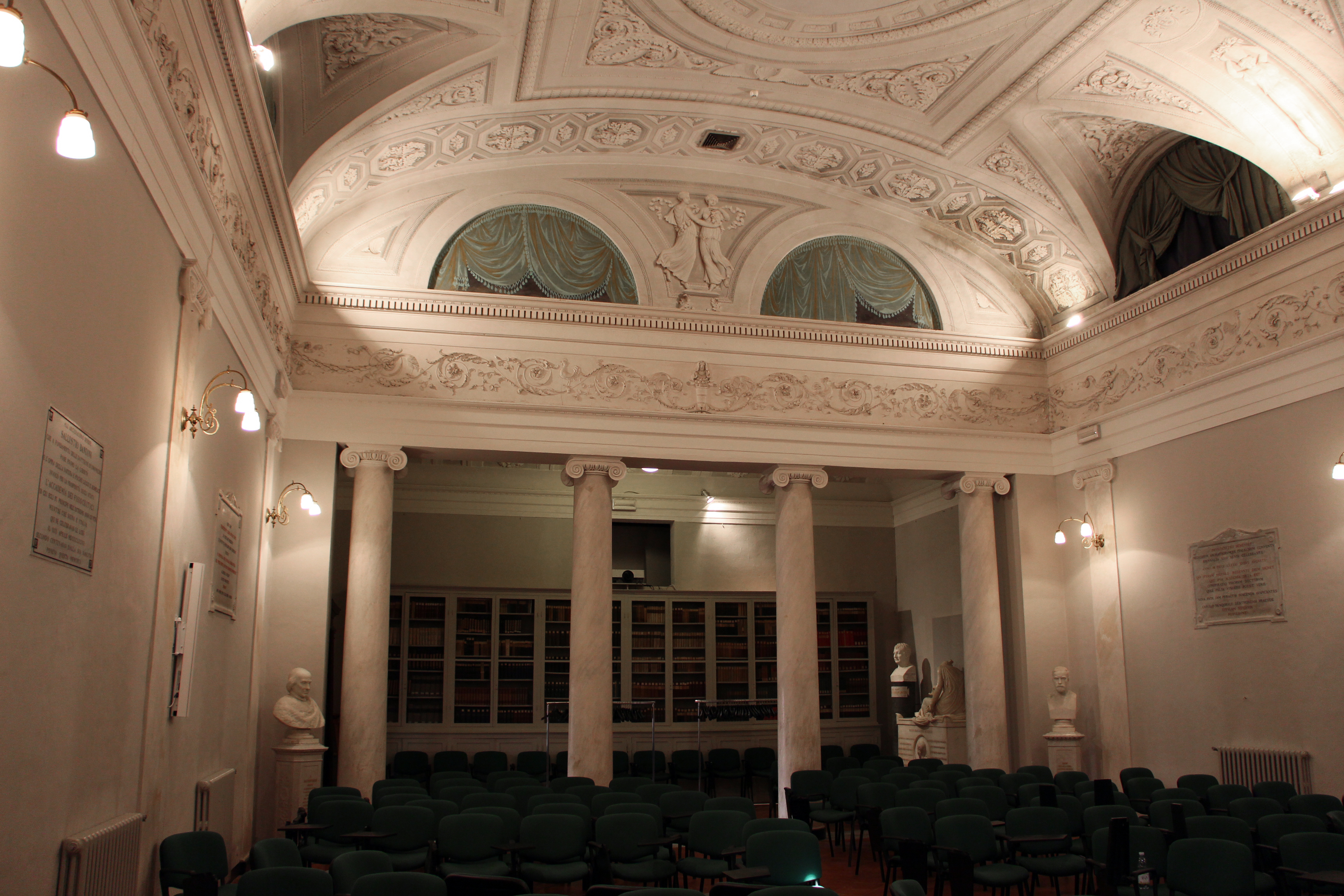
L'auditorium nell'ex convento